# Pynns Brook

Pynns Brook é uma comunidade localizada na província canadense de Terra Nova e Labrador.